# Auguste Legrand de Villers
Pour les articles homonymes, voir Legrand et De Villers.
Auguste Louis Adèle Legrand de Villers (10 septembre 1816 à Paris - 1er décembre 1890 à Paris) est un administrateur et financier français.

## Biographie
Fils d'un notaire parisien et beau-frère d'Adolphe-Edmond Blanc, il suit ses études au lycée Henri-IV et devient auditeur au Conseil d'État en 1839, puis chef du cabinet du ministre de la Justice Nicolas Martin du Nord en 1840. Il quitte le cabinet du ministre pour prendre les fonctions de receveur-percepteur à Paris en 1846.
Il est ensuite nommé receveur particulier des finances à Sens en 1848, puis receveur général des finances de la Haute-Loire en 1850, du Gers en 1851, des Vosges en 1851, du Calvados en 1857 et de la Gironde en 1862, dont il est nommé Trésorier-payeur général en 1866.
Censeur de la Banque de France à partir de 1861, puis Régent de la Banque de France de 1868 à sa mort, il est sous-gouverneur de la Banque de France (par intérim) à Bordeaux sous la Commune, de 1870 à 1871, en même temps que François Adolphe Akermann et Adrien Le Bègue de Germiny.
Il est enterré au cimetière du Père-Lachaise (36e division).
Il était vice-président de la Compagnie des chemins de fer d'Orléans.
Marié en 1844 Clémence de Haber, fille de Maurice de Haber et petite-fille du baron Salomon von Haber et de Olry Worms de Romilly, il est le beau-père du marquis de Mornay-Monchevreuil.
Né Legrand, par jugement du Tribunal Civil de la Seine de 1861, il fait ajouter le nom de la commune d'origine de sa famille, Villers, à son patronyme, et devient LEGRAND de VILLERS.

### Sources
- Alain Plessis, Régents et gouverneurs de la Banque de France sous le Second Empire, 1985
- Pierre-François Pinaud, Les receveurs généraux des finances, 1790-1865: étude historique : répertoires nominatif et territorial, 1990